# Ruby Myers
Ruby Myers, nota anche con lo pseudonimo di Sulochana (Pune, 1907 – Mumbai, 10 ottobre 1983), è stata un'attrice indiana del cinema muto di origini ebraiche, proveniente dalla comunità degli ebrei Baghdadi in India.
Nel periodo di massimo splendore fu una delle attrici più pagate del suo tempo, quando era in coppia con Dinshaw Bilimoria nei film degli Imperial Studios. A metà degli anni Trenta aprì la Rubi Pics, una casa di produzione cinematografica.
Nel 1973 Myers riceve il Dada Saheb Phalke Award, il più alto premio cinematografico indiano alla carriera. Adottò una bambina e la chiamò Sarah Myers, che dopo il matrimonio fu chiamata Vijaylaxmi Shreshtha. Myers morì a Mumbai nel 1983.

## Biografia
Ruby Myers nasce nel 1907 a Pune, ed è stata una delle prime star femminili eurasiatiche del cinema indiano. 
Lavorava come centralinista quando fu contattata da Mohan Bhavnani della Kohinoor Film Company per lavorare nel cinema. Inizialmente rifiutò, poiché la recitazione era considerata una professione piuttosto dubbia per le donne a quei tempi. Tuttavia, Bhavnani insistette e lei alla fine accettò, nonostante non avesse alcuna conoscenza della recitazione. Sotto la direzione di Bhavnani divenne una star alla Kohinoor, prima di passare alla Imperial Film Company, dove divenne la stella del cinema più pagata del Paese.
Ruby Myers è deceduta nel suo appartamento a Mumbai nel 1983.

## Carriera
Tra i suoi film più popolari vi sono Typist Girl (1926), Balidaan (1927) e Wildcat of Bombay (1927).
Tre film romantici nel 1928-29 con il regista R.S. Chaudhari - Madhuri (1928), Anarkali (1928) e Indira B.A. (1929) - la videro al culmine della sua fama nell'era del cinema muto. Quando fu proiettato un cortometraggio sul Mahatma Gandhi che inaugurava una mostra di khadi, fu aggiunta una danza popolare di Sulochana da Madhuri, sincronizzata con effetti sonori.
Con l'avvento del sonoro, Sulochana trovò una battuta d'arresto nella sua carriera, poiché ora era necessario che un attore conoscesse bene l'hindustani. Prendendo un anno di pausa per imparare la lingua, fece il suo ritorno con la versione cinematografica di Madhuri (1932).
Seguirono altre versioni cinematografiche dei suoi successi muti, con Indira (ora an) M.A. (1934), Anarkali (1935) e Bombay ki Billi (1936). Sulochana era tornata con il botto. Riceveva uno stipendio di 5000 rupie al mese, aveva la più elegante delle auto (Chevrolet 1935) e uno dei più grandi eroi dell'era del muto, D. Billimoria, come amante con cui lavorò esclusivamente tra il 1933 e il 1939. Furono una coppia estremamente popolare: lui in stile John Barrymore e lei "regina del romanticismo" orientale. Sulochana lasciò l'Imperial per trovare poche offerte. Tentò di tornare in auge con ruoli da caratterista, ma anche questi erano pochi.
Tuttavia, aveva ancora il potere di suscitare polemiche. Nel 1947, Morarji Desai vietò Jugnu, perché mostrava l'atto "moralmente riprovevole" di un vecchio professore che si innamorava del fascino vintage di Sulochana.
Nel 1953 recitò nel suo terzo Anarkali, ma questa volta in un ruolo di supporto come madre di Salim. Tra i suoi film ricordiamo Cinema Queen (1926), Typist Girl (1926), Balidaan (1927), Wild Cat of Bombay, in cui interpretò otto personaggi diversi, che fu rifatto come Bambai Ki Billi (1936); Madhuri (1928), che fu riproposto con il sonoro nel 1932; Anarkali (1928), rifatto nel 1945; Indira BA (1929); Heer Ranjah (1929), e molti altri, come Baaz (1953).
Sulochana fondò il suo studio cinematografico, Rubi Pics, a metà degli anni Trenta. Nel 1973 ha ricevuto il Dada Saheb Phalke Award per il suo contributo alla vita del cinema indiano. Ismail Merchant le ha reso omaggio in Mahatma and the Bad Boy (1974).

## Ulteriori Letture
- Great Masters of Indian Cinema: The Dadasaheb Phalke Award Winners, by D. P. Mishra, Publications Division, Ministry of Information and Broadcasting, Govt. of India, 2006. ISBN 81-230-1361-2. page 16.
- Actress Sulochana Cinema at the End of Empire: A Politics of Transition in Britain And India, by Priya Jaikumar, Duke University Press, 2006. ISBN 0-8223-3793-2. Page 73.
- The Hundred Luminaries of Hindi Cinema, by Dinesh Raheja, Jitendra Kothari. India Book House Publishers, 1996. ISBN 81-7508-007-8. page 1871

## Filmografia
- Cinema Queen (1926)
- Typist Girl (1926)
- Balidan (1927)
- Wildcat of Bombay (1927)
- Anarkali (1928)
- Heer Ranjah (1929)
- Indira BA (1929)
- Sulochana (1933)
- Shair (1949)
- Baaz (1953)
- Neel Kamal (1968)
- Mere Humdum Mere Dost (1968)
- Amrapali (1966)
- Julie (1975)
- Khatta Meetha (1978)